# Ermengol II.
Don Ermengol II. (ili Armengol II.; katalonski: Ermengol II d'Urgell; Urgell?, Španjolska, 1009. – Jeruzalem, Sveta Zemlja, o. 1038.) bio je španjolski plemić, grof Urgella Znan je i kao Ermengol II. Hodočasnik.

## Biografija
Bio je sin grofa Ermengola I., kojeg je naslijedio 1010., a majka mu je bila Tetberga ili Gizela te je imao barem jednu sestru. Kad je Ermengol I. umro, Ermengol II. je bio tek dijete te je regentom postao njegov stric, Don Ramon Borrell od Barcelone, sve do god. 1018.
Uz stričevu je pomoć Ermengol II. započeo rat osvajanja te je preuzeo kontrolu nad mjestima imena: Montmagastre, Alòs, Malagastre, Rubió i Artesa.
U doba grofa Ermengola II. biskup Urgella je bio sveti Ermengol.
Ermengol II. je otišao na hodočašće u Svetu Zemlju, gdje je i umro u Jeruzalemu.

## Brakovi
Prva supruga Ermengola bila je Arsenda, a druga Velasquita od Besalúa, znana i kao Konstanca (Constança). S prvom ženom nije imao djece, dok mu je druga rodila sina, Ermengola III., kojem je bila regentica. 

## Vanjske poveznice
- Obitelj grofa Ermengola II.